# Yvan Baker
Yvan Baker, né le 8 décembre 1977 à Etobicoke (Toronto), est un expert-conseil en gestion et homme politique canadien d'origine ukrainienne.
Il est député provincial de la circonscription d'Etobicoke-Centre à l'Assemblée législative de l'Ontario de 2014 à 2018 sous la bannière du Parti libéral de l'Ontario.
Il est député fédéral de la circonscription d'Etobicoke-Centre à la Chambre des communes du Canada depuis les élections fédérales de 2019 sous la bannière du Parti libéral du Canada.

## Biographie
Né le 8 décembre 1977 à Etobicoke (maintenant partie occidentale de la ville de Toronto), Yvan Baker est le fils de Miroslava Oleksiuk, une membre active de la communauté ukrainienne-canadienne née à Kiel en Allemagne, journaliste, réalisatrice et cofondatrice du Central and Eastern European Council in Canada (Conseil des pays d'Europe centrale et orientale au Canada), et de Don Baker, un candidat progressiste-conservateur arrivé troisième dans la circonscription de Parkdale—High Park lors des élections fédérales de 1993. Il grandit dans sa région natale d'Etobicoke et fréquente l'école Toronto French School.
Il détient un baccalauréat en administration des affaires de l'École de commerce Schulich de l'Université York et une maîtrise en administration des affaires de l'École de commerce Tuck du Dartmouth College,. 
Le 12 juin 2014, il est élu député de la circonscription d'Etobicoke-Centre à l'Assemblée législative de l'Ontario lors des élections générales ontariennes obtenant plus de 50 % des voix et battant sa plus proche rivale, la candidate progressiste-conservatrice, Pina Martino, par 8 328 voix. Il se représente lors des élections de 2018 mais il est battu par la progressiste-conservatrice Kinga Surma (en) par 4 724 voix.
L'année suivante, il fait le saut en politique fédérale. Le 23 mai 2019, il remporte l'investiture libérale dans la circonscription fédérale d'Etobicoke-Centre pour les élections fédérales de 2019. Le 21 octobre 2019, il remporte l'élection avec 51,88 % des voix obtenant une majorité de 10 996 votes sur son rival conservateur, Ted Opitz. Il devient député à la Chambre des communes. Il est réélu en 2021 et en 2025.

## Vie privée
Yvan Baker est en couple avec l'ex-députée provinciale ontarienne de Glengarry—Prescott—Russell, la Franco-Ontarienne Amanda Simard.